# Geosiphonaceae
Geosiphonaceae är en familj av svampar. Geosiphonaceae ingår i ordningen Archaeosporales, klassen Glomeromycetes, divisionen Glomeromycota och riket svampar.
|                | Ambisporaceae               |
|                |                             |
|                | Archaeosporaceae            |
|                |                             |
| Geosiphonaceae | \| \| Geosiphon \| \| \| \| |
|                | \| \| Geosiphon \| \| \| \| |
|                | Geosiphon                   |
|                |                             |

|  | Geosiphon |
|  |           |